# Anaplectoides pallida
Anaplectoides pallida là một loài bướm đêm trong họ Noctuidae.